# Retrograde (Crown the Empire)
Retrograde è il terzo album in studio del gruppo musicale statunitense Crown the Empire, pubblicato nel 2016.

## Tracce
1. SK-68 – 1:40
2. Are You Coming with Me? – 3:49
3. Zero – 3:02
4. Aftermath – 3:50
5. Hologram – 3:45
6. The Fear Is Real – 3:24
7. Lucky Us – 3:43
8. Weight of the World – 3:27
9. Signs of Life – 3:54
10. Oxygen – 4:09
11. Kaleidoscope – 3:28

Tracce Bonus Target
1. For Days – 5:02
2. Mercury – 4:17

## Formazione
- Andrew "Andy Leo" Rockhold – voce, tastiera, programmazioni
- Dave Escamilla – voce, chitarra
- Brandon Hoover – chitarra, cori
- Hayden Tree – basso, cori
- Brent Taddie – batteria, percussioni